# Don Quijote
Don Quijote (tiếng Tây Ban Nha: Don Quixote de la Mancha / Don Quijote xứ Mancha) hay đôi khi được phiên âm thành Đôn Ki-hô-tê hoặc Đông Ki-xốt , là tiểu thuyết của văn sĩ Miguel de Cervantes Saavedra (1547-1616).
Cuốn tiểu thuyết còn có nhan đề dài hơn là El Ingenioso hidalgo Don Quijote de la Mancha (Don Quijote, đại kị sĩ tài hoa xứ Mancha). Được xuất bản thành hai phần vào năm 1605 và 1615, Don Quijote được coi là tác phẩm văn học có tầm ảnh hưởng nhất trong Thời Hoàng kim của Tây Ban Nha nói riêng và trong toàn bộ nền văn học của Tây Ban Nha nói chung. Là tác phẩm thiết lập nên toàn bộ nền văn học phương Tây, nó còn thường được nhắc đến với những mỹ từ như "tiểu thuyết hiện đại đầu tiên" hay được công nhận là tác phẩm hay nhất từng được viết ra theo một số cuộc khảo sát uy tín. Dịch giả Trương Đắc Vị là người chuyển thể thành công tác phẩm này từ tiếng Tây Ban Nha sang tiếng Việt vào năm 1979 trong thời gian Chiến tranh biên giới Việt–Trung 1979. Ông cho biết, bản dịch này là bản dịch chính xác nhất của ông về tiểu thuyết trên do ông có tham gia biên tập khi xuất bản. Sau bản dịch năm 1979, Nhà xuất bản Văn học còn cho tái bản 3 lần nữa nhưng có tồn tại những sai sót nhất định.
Nội dung cuốn tiểu thuyết xoay quanh những chuyến phiêu lưu của một lão quý tộc già sống ở xứ Mancha tên là Alonso Quixano, lão đọc nhiều truyện hiệp sĩ đến mức mất trí và quyết định trở thành một kỵ sĩ (caballero andante) để làm sống lại tinh thần hào hiệp và phụng sự cho quốc gia. Lão tự đổi tên mình thành Don Quijote xứ Mancha. Lão cũng nhận một gã nông dân quê mùa, Sancho Panza, làm người tháp tùng, người thường sử dụng sự lanh lợi, tinh ranh trần tục để đối phó với những lời độc thoại hùng tráng của Don Quijote về vấn đề hiệp sĩ, thứ mà lúc đó đã được coi là lỗi thời. Trong phần đầu tiên của cuốn sách, Don Quijote không phân biệt được đâu là thực đâu là ảo, chỉ đắm chìm trong thế giới hiệp sĩ mà mình tưởng tượng ra.

## Tóm tắt nội dung

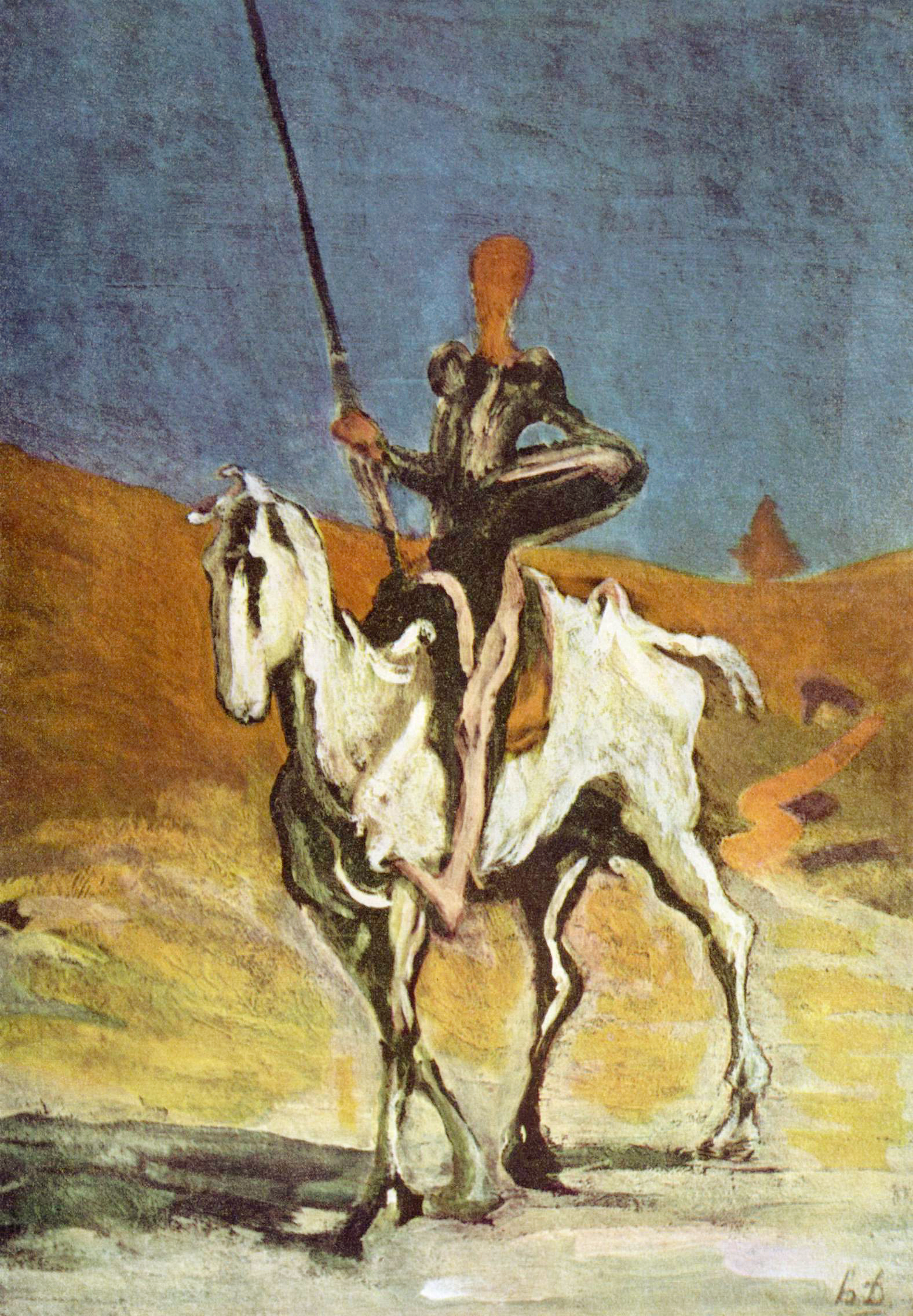
Đôn Kihôtê xứ Mantra, tranh của Honoré Daumier

Câu chuyện theo bước chân của Quijada, một nhà quý tộc nghèo khoảng 50 tuổi sống ở miền Aragon và Castile, trở về thế kỷ XV tại Tây Ban Nha. Tại thời điểm đó, những chuyện hoang đường phi lý về các hiệp sĩ rất thịnh hành. Nhà quý tộc Quijada say mê những truyện này đến độ cuồng si, bao nhiêu tiền cũng bỏ ra mua truyện hết. Đầu óc chàng ta lúc nào cũng đầy những ý tưởng về sự mê hoặc, đánh nhau, thách đấu, thương vong, oán trách, tình tứ, dằn vặt, những người khổng lồ, những lâu đài tráng lệ, những thiếu nữ bị bắt cóc và các cuộc giải cứu người đẹp hào hùng. Mọi sự tầm thường trong con mắt và suy nghĩ của chàng lại trở nên hoành tráng, mỗi chủ quán là một vị đại thần, mỗi người cưỡi la là một chàng hiệp sĩ, cô gái khỏa thân thành công nương, quán trọ là lâu đài tráng lệ.
Vì danh dự bản thân và vì nhiệm vụ đối với quần chúng, Quijada quyết định trở thành hiệp sĩ lang thang, chu du khắp bốn phương trời để cứu khốn phò nguy, diệt trừ yêu quái và những lũ khổng lồ, thiết lập trật tự và công lý, thử thách mình bằng các hiểm nguy như trong các truyện kiếm hiệp. Chàng ta đổi tên là Don Quijote de la Mancha (Don Quijote xứ Mancha) rồi nhờ một tên chủ quán, vốn xuất thân từ tầng lớp hạ lưu, phong cho mình là hiệp sĩ. Để có tiền đi hành hiệp, Don Quijote bán nhà và vay một số tiền khổng lồ từ một người bạn. Chàng đem bộ áo giáp của ông cha để lại đã bị han rỉ và thủng lỗ chỗ ra đánh bóng và đội vào, phong cho con ngựa gầy còm cao lênh khênh của mình cái tên rất kiêu Rocinante (Rocinante: con ngựa mạnh nhất trong các con ngựa), và để đúng mốt của một hiệp sĩ lang thang phải có một người tình xinh đẹp, chàng nghĩ đến một phụ nữ nông dân mà chàng thầm yêu từ hồi tuổi trẻ và đặt cho cô ta cái tên Công nương Dulcinea làng Toboso (Dulcinea: người đàn bà đẹp nhất trong những người đàn bà).

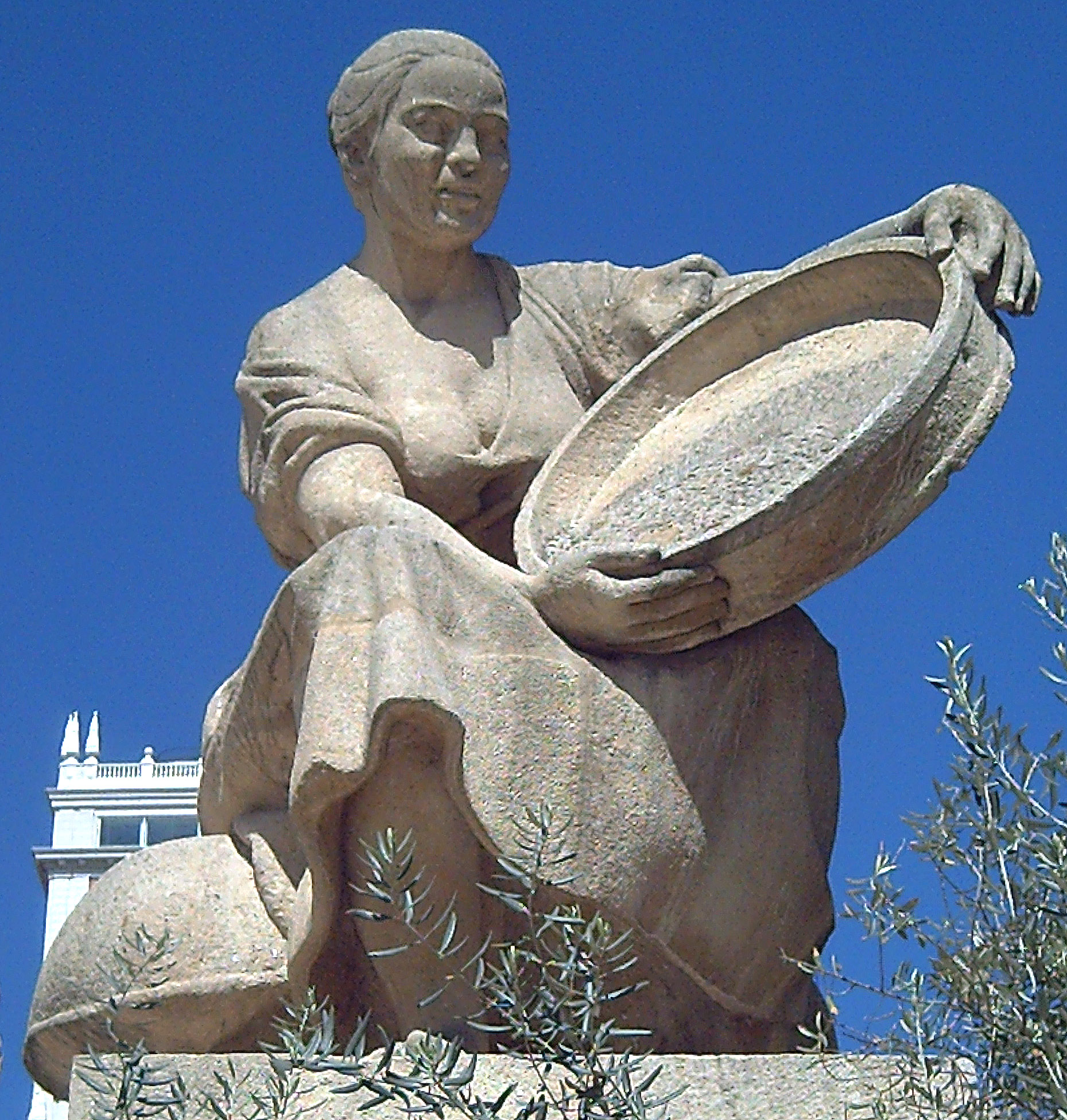
Dulcinea

Lần ra đi thứ nhất Don Quijote nói với những người lái buôn phải khen Dulcinea làng Toboso là người đẹp nhất trần gian và kết thúc bằng một cuộc giao đấu của chàng với những người lái buôn, vì họ không chịu thừa nhận Dulcinca làng Toboso là người đẹp nhất trần gian khi mà họ chưa từng thấy nàng. Don Quijote bị đánh nát người và được một bác nông dân đưa về nhà chăm sóc. Nhưng sau đó Don Quijote lại ra đi, lần này có thêm một giám mã là bác nông dân cục mịch Sancho Panza. Hai thầy trò hiên ngang cất bước, thầy là một hiệp sĩ cao lênh khênh, cặp mắt mơ màng nghĩ về người tình Dulcinea làng Toboso. Trò thì là một gã lùn tịt, bụng phệ, cưỡi trên lưng con lừa mập lùn tên là Dapple, mộng tưởng khi thầy công thành danh toại sẽ ban cho cai trị một vài hòn đảo mà ông chiếm được.

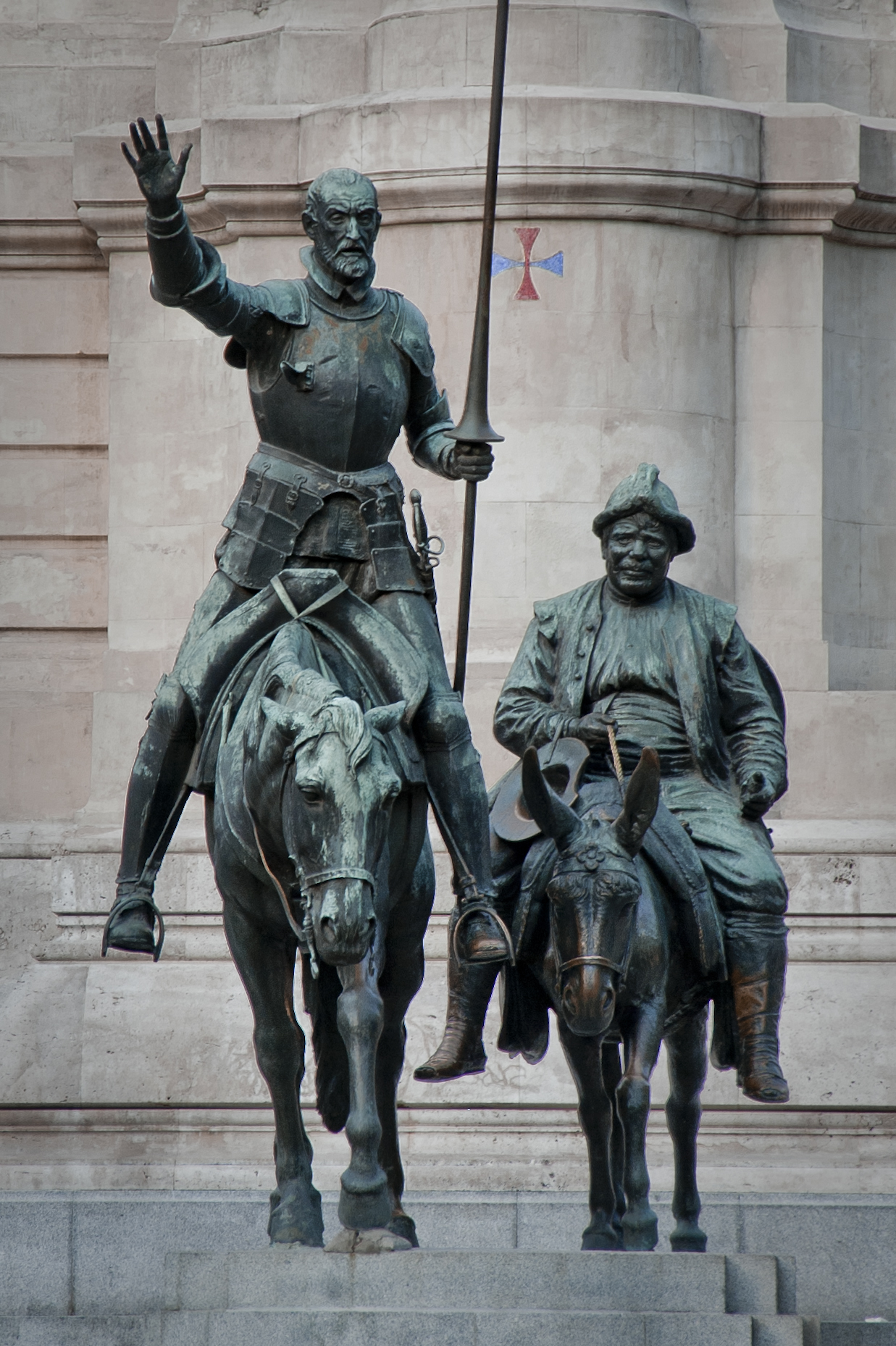
Don Quijote và Sancho, tượng đồng tại Madrid

Và từ đây bắt đầu những "chiến công" hào hùng của hiệp sĩ Don Quijote. Trên cánh đồng vùng Montiel chàng giao chiến với những cối xay gió mà trong mắt chàng đó là bọn người khổng lồ xấu xa. Gặp đám kỵ binh hộ tống một chiếc xe chở một phu nhân chàng nghĩ ngay đến một nàng công chúa bị bắt cóc đang cần chàng giải cứu. Gặp một đàn cừu, chàng cho rằng đây là đoàn hùng binh của vị hoàng đế oai quyền nhất thiên hạ, lập tức chàng kêu Sancho Panza dừng lại tiễn đoàn hùng binh của vị hoàng đế oai quyền nhất thiên hạ. Chàng tiếp tục ra đi và chợt gặp một đám tang nhà quý tộc thuộc dòng họ Segovia. Nghĩ ngay tới việc một hiệp sĩ bị tử thương và chàng phải có bổn phận thay mặt đám hiệp sĩ trả thù cho bạn, chàng đi theo tiễn đám một đoạn mới đi tiếp.
Câu chuyện tiếp tục với việc chàng đánh một anh thợ cạo đội chiếc chậu thau bằng đồng mà chàng tưởng là chiếc mũ bằng vàng của Mambrino. Sau "chiến thắng" này, chàng nghỉ chân tại một quán trọ và trong giấc ngủ đầy mộng mị, chàng mơ thấy mình tham gia một trận chiến vinh quang nhất đời hiệp sĩ của chàng, với chiếc mũ đỏ trên đầu, tay trái quấn chăn làm mộc đỡ, tay phải cầm kiếm đâm chém lia lịa vào những tấm thân phì nộn của bọn khổng lồ làm máu của chúng tuôn chảy ngập phòng. Thật ra, trong cơn mê sảng chàng đã đâm thủng hàng chục túi rượu nho bằng da dê ở quanh phòng.
Sau vụ này, Don Quijote bị cha xứ và bác thợ cạo bắt phải trở về, nhưng rồi chàng lại trốn thoát và tiếp tục những cuộc phiêu lưu mới với những kép hát lang thang, tham dự đám cưới của ông nhà giàu Camacho, thám hiểm hang sâu của Montesinos, đi trên một chiếc thuyền màu nhiệm tới thăm hai vị quận công vô danh. Cặp vợ chồng này cho bác giám mã Sancho làm chúa một hòn đảo và Sancho tỏ ra rất khôn ngoan trong việc cai trị.
Cuối cùng, một người cạnh nhà và người nhà Don Quimote lập mưu để Don Quijote về nhà và cuối cùng người cạnh nhà hoá trang thành hiệp sĩ để đánh với Don Quijote với điều kiện "nếu ta đánh thua ta sẽ không làm hiệp sĩ nữa và nếu ngươi thua thì ngươi không được làm hiệp sĩ nữa" và Don Quijote thua nên Don Quijote trở về nhà. Khi chết, Don Quijote tỏ ra là một người nhận thức được tai hại của những cuốn truyện hiệp sĩ mà mình đã từng đọc khi viết những dòng di chúc để lại cho đời.

## Nhân vật chính
- Don Quijote (phiên âm: Đôn Ki-hô-tê): là một quý tộc nghèo. Vì ham mê truyện phiêu lưu, hiệp sĩ nên muốn trở thành hiệp sĩ trừ gian diệt bạo, cứu người lương thiện. Lão lên đường đi phiêu lưu, tự phong mình là hiệp sĩ Don Quijote xứ Mancha. Nhiều lần thất bại, lão vẫn tin mình bị lão pháp sư Fréston phù phép. Nhưng cuối cùng lão bị ốm nặng, lão mới thấy cái nhảm nhí, tai hại của truyện hiệp sĩ. Lão viết di chúc rồi qua đời.
- Sancho Panza (phiên âm: Xan-chô Pan-xa): là một người nông dân. Vì nghe lão hiệp sĩ hứa nếu lão chiếm được một vùng đất, lão sẽ chia cho bác để bác cai trị. Bác thích thú nên đi theo. Trên đường đi, bác cảm thấy chuyện phiêu lưu hiệp sĩ coi vậy mà hay. Vì bác đi theo chỉ để ăn uống, say sưa đánh chén, ngủ thật say. Nhiều lần bác cứu Don Quixote khỏi kết quả của những hành động điên rồ. Bác còn phong cho Don Quixote các chức danh hiệp sĩ.
- Rocinante (phiên âm: Rô-xi-nan-tê): con ngựa của Don Quijote. Là một con ngựa gầy gò ốm yếu được lão phong là chiến mã. Con ngựa đã theo lão suốt cuộc hành trình, và nó đã chịu khổ rất nhiều vì công việc hiệp sĩ của lão.
- Dulcinea (phiên âm: Đuyn-xi-nê-a): thực sự chỉ là một mụ đàn bà nông dân trước đây lão thầm yêu, được lão phong là tình nương Dulcinea để lão nhớ nhung. Một lần lão về thăm mụ, nhưng chưa đầy 3 phút lão đã bỏ đi vì mụ không giống như những gì lão tưởng tượng.
- Fréston: do Don Quijote quá say mê truyện hiệp sĩ nên người quen và người nhà của lão đã đốt sách. Họ bịa chuyện lão pháp sư Fréston đã đánh cắp tất cả sách của lão. Tưởng chừng lão quên chuyện hiệp sĩ, nhưng lão vẫn chứng nào tật nấy, lần này còn cho rằng Fréston chính là kẻ khiến lão gặp nhiều thất bại. Lão tìm đồ cũ trong nhà, kiếm,khiên,áo giáp để ra đi làm một hiệp sĩ cứu người. Lão đi khắp mọi nơi cùng với anh chàng Sancho. Đã trải qua bao nhiêu nguy hiểm, nhưng kết cục chỉ nhận được những thất bại.

## Ý nghĩa tác phẩm
Don Quijote là một trong những tác phẩm vĩ đại nhất của thời đại Phục Hưng và được đánh giá là tiểu thuyết đầu tiên của châu Âu. Nhân vật của tác phẩm, qua hình tượng Don Quijote, phản ánh được tính đa diện của con người, bên cạnh tính cách gàn dở là sự tế nhị, thương yêu đồng loại, yêu quý tự do và ghét thói xa hoa ăn bám của bọn quý tộc đương thời và biết trọng đạo lý. Tác phẩm cũng không hoàn toàn được sáng tác với ý nghĩa hài hước, qua tác phẩm, Cervantes chế giễu những tàn dư của lý tưởng hiệp sĩ phiêu lưu thời phong kiến, đả kích một thị hiếu tầm thường đang phổ biến trong công chúng, hiển thị khát khao hướng đến một xã hội hậu phong kiến công bằng và nhân đạo hơn.

## Thông tin khác
Trong tiếng Anh, tính từ "quixotic" ngày nay có nghĩa là "anh hùng rơm" hay "lãng mạn" lấy từ tên nhân vật này. Thành ngữ "fighting windmills" (đánh nhau với cối xay gió) cũng bắt nguồn từ một trong những câu chuyện trong tác phẩm này nhằm chỉ những ảo tưởng của con người.
Bài 8 trong sách giáo khoa Ngữ văn lớp 8 mới (tập hai) được trích một phần từ tiểu thuyết này, được đặt tên là ''Đánh nhau với cối xay gió''